# Liste der Baudenkmale in Techentin
In der Liste der Baudenkmale in Techentin sind alle Baudenkmale der Gemeinde Techentin (Landkreis Ludwigslust-Parchim) und ihrer Ortsteile aufgelistet (Stand: Januar 2021).

## Techentin
| ID | Lage                          | Bezeichnung                         | Beschreibung | Bild                   |
| -- | ----------------------------- | ----------------------------------- | --- | ---------------------- |
|    | Crivitzer Chaussee 45 (Karte) | Bauernhaus                          | |                        |
|    | (Karte)                       | Kirche mit Trockenmauer             | An die um 1460 mit dreiseitigem Ostschluss errichtete Feldsteinkirche wurde nach 1703 der hölzerne Westturm angebaut.                                                        | Weitere Bilder         |
|    | Schmiedestraße 7 (Karte)      | Bauernhaus                          | |                        |
|    | Hollandende 20 (Karte)        | ehemaliges Pfarrhaus                | Das eingeschossige Fachwerkgebäude mit Krüppelwalmdach wurde um 1784 errichtet und zwischen 1883 und 1886 aufwändig umgebaut.                                                | ehemaliges Pfarrhaus   |
|    | Schmiedestraße                | Gedenkstein für die Kollektivierung | |                        |
|    | Schmiedestraße (Karte)        | Kriegerdenkmal 1914/18              | Auf der Tafel des Kriegerdenkmals von 1914/18 befinden sich die Namen der 24 gefallenen Bürger von Augzin, Below, Hof Hagen, Langenhagen, Mühlenhof, Techentin und Zidderich | Kriegerdenkmal 1914/18 |

## Augzin
| ID | Lage                    | Bezeichnung      | Beschreibung | Bild             |
| -- | ----------------------- | ---------------- | --- | ---------------- |
|    | Lange Straße 2 (Karte)  | Bauernhaus       | Saniertes eingeschossiges Fachwerkgebäude mit Krüppelwalmdach und zwei Schleppgauben. Vor dem Eingang zwei Linden und altes Kopfsteinpflaster.                                             | Bauernhaus       |
|    | Lange Straße 29 (Karte) | ehemalige Schule | Ein langgezogener eingeschossiger Backsteinbau mit Krüppelwalmdach vom Ende des 19. Jahrhunderts, der auf der Nordseite um 1925 verlängert wurde. Der Schulbetrieb wurde 1967 eingestellt. | ehemalige Schule |

## Below
| ID | Lage                           | Bezeichnung             | Beschreibung | Bild                    |
| -- | ------------------------------ | ----------------------- | --- | ----------------------- |
|    | Am Techentiner Damm 62 (Karte) | Häuslerei               | |                         |
|    | Am Techentiner Damm 63 (Karte) | Häuslerei               | |                         |
|    | Bahnhofstraße 45 (Karte)       | Büdnerei                | Das einfache reetgedeckte Fachwerkhaus wurde um 1780 als Hirtenkaten errichtet. Es war ab 1837 Büdnerei und wurde nach mehrfacher Renovierung als Querdielenbüdnerei zu einem Wohnhaus mit zwei Wohnungen umgebaut.                                                                             |                         |
|    | Bahnhofstraße 20 (Karte)       | ehemalige Schule        | eingeschossiger Backsteinbau mit Krüppelwalmdach | ehemalige Schule        |
|    | Kirchhof (Karte)               | Kriegerdenkmal 1914/18  | Auf der Tafel des 1921 eingeweihten Kriegerdenkmals von 1914/18 befinden sich die Namen zehn gefallener Bürger von Below | Kriegerdenkmal 1914/18  |
|    | (Karte)                        | Kirche mit Trockenmauer | Aus einer kleinen Kapelle um 1299 als Feldsteinkirche erbaut. Der westliche abgeböschte Holzturm wurde 1542 errichtet. Im Inneren befinden sich Wandmalereien mit einem umlaufenden Bilderfries aus dem 15. Jahrhundert. Die beiden Glocken mit Umschrift stammen aus den Jahren 1496 und 1556. | Kirche mit Trockenmauer |

## Hof Hagen
| ID | Lage                 | Bezeichnung | Beschreibung | Bild |
| -- | -------------------- | ----------- | --- | ---- |
|    | Dorfstraße 3 (Karte) | Gutshaus    | Das eingeschossige Backsteingebäude mit Mittelrisalit und Krüppelwalmdach wurde Mitte des 19. Jahrhunderts gebaut. Veranda und Giebelanbauten sind spätere Zutaten. |      |

## Langenhagen
| ID | Lage             | Bezeichnung                         | Beschreibung | Bild |
| -- | ---------------- | ----------------------------------- | ------------ | ---- |
|    | Landesstraße 015 | Meilenstein                         |              |      |
|    |                  | Schöpfwerk mit eingebauter Schnecke |              |      |

## Mühlenhof
| ID | Lage                  | Bezeichnung | Beschreibung | Bild     |
| -- | --------------------- | ----------- | --- | -------- |
|    | Ringstraße 20 (Karte) | Gutshaus    | Das eingeschossige Backsteingebäude mit Krüppelwalmdach wurde 1866 durch das Klosteramt Dobbertin als Pächterhaus gebaut und steht seit 2005 leer. | Gutshaus |

## Zidderich
| ID | Lage                      | Bezeichnung                | Beschreibung | Bild                       |
| -- | ------------------------- | -------------------------- | --- | -------------------------- |
|    | Goldberger Straße (Karte) | sowjetischer Ehrenfriedhof | Das Ehrenmal wurde um 1950 für mindestens 12 befreite, ehemalige, sowjetische Zwangsarbeiter und Kriegsgefangene, die an Typhus starben und hier bestattet wurden, errichtet. | sowjetischer Ehrenfriedhof |

## Ehemalige Denkmale

### Hof Hagen
| ID | Lage                         | Bezeichnung | Beschreibung | Bild |
| -- | ---------------------------- | ----------- | ------------ | ---- |
|    | Langenhagener Weg 17 (Karte) | Wohnhaus    |              |      |
|    | Langenhagener Weg 18 (Karte) | Wohnhaus    |              |      |
|    | Langenhagener Weg 23 (Karte) | Wohnhaus    |              |      |
|    | Langenhagener Weg 22 (Karte) | Wohnhaus    |              |      |

### Mühlenhof
| ID | Lage                    | Bezeichnung                         | Beschreibung | Bild                                |
| -- | ----------------------- | ----------------------------------- | --- | ----------------------------------- |
|    | Mittelstraße 28 (Karte) | Katen                               | Das eingeschossige Backsteingebäude mit Krüppelwalmdach und Mittelrisalit wurde vor 1865 durch das Klosteramt Dobbertin als Holländerhaus für den Unterpächter gebaut. | Katen                               |
|    | Ringstraße (Karte)      | Gedenkstein für die Kollektivierung | Die Inschrift lautet: Vom Ich zum Wir | Gedenkstein für die Kollektivierung |